# Снежно слепило
Снежно слепило, фотокератитис или спепило вариоца је болна, површинска, тачкаста кератопатија узрокована акутним излагањем ултраљубичастом зрачењу (УЉЗ). Симптоми укључују сузење, црвенило ока и бол, фотофобију, отечене капке, главобољу, ореоле око видног поља, замагљен вид и привремени губитак вида. Ово је пролазно инфламаторно стање које се обично јавља  након излагања  ултравиолетном зрачењу и нестаје у року од 48 часова, обично без дугорочних последица.

## Опште информације
Сви смо током живота изложени природном или ваштачком извору ултраљубичастог зрачења (УЉЗ), које може бити узрок снежног слепила.

### Природни извор ултарљубичастог зрачења
Природни извор ултарљубичастог зрачења је сунчева светлост, која је најчешћи узрок радијационих повреда ока. Рожњача ока апсорбује већину УЉ зрачења. Оштећење епитела рожњаче УЉ зрачењем је кумулативно, слично ефектима код дермалног епитела (опекотине од сунца).  
Озон у атмосфери ефикасно филтрира већину штетног УЉ зрачења таласних дужина краћих од 290 nm; природни УЉ извори, као што је сунце, ретко изазивају повреде након кратког излагања. Међутим, незаштићено излагање сунцу или помрачењима или излагање сунцу на високо рефлектујућим снежним пољима на великој надморској висини може довести до директне повреде епитела рожњаче, која је клинички позната као снежно слепило. 
Продужена изложеност УЉ зрачењу може довести до хроничне соларне токсичности, која је повезана са неколико поремећаја површине ока (нпр. пингуекула, птеригијум, климатска капљична кератопатија, сквамозна метаплазија, карцином). Једини рак ока повезан са УЉ зрачењем је епидермоидни карцином булбарне коњунктиве, који се јавља са повећаном учесталошћу у тропима и суптропима и експериментално је реплициран на животињским моделима коришћењем УЉ зрачења.   

### Вештачки извори ултарљубичастог зрачења
Вештачки извори УЉЗ који укључују соларијуме, лукове за заваривање, фотографске рефлекторе, муње, електричне варнице и халогене лампе изазивају могу изазвати оштећење рожњаче. Повреда од лука заваривача обично је позната као опекотина, бљесак заваривача или лучно око. Ова повреда је последица, апсорпција од стране мрежњаче видљивог до инфрацрвеног (400—1.400 nm) зрачења из лука за заваривање која може довести до трајних повреда ока које угрожавају вид.
Други извори повреда УВ зрачења укључују соларијуме, угљеничне лукове, фотографске светкосне лампе, муње, електричне варнице и халогене столне лампе. Неколико случајева ултраљубичастог кератитиса примећено је у Сједињеним америчким  Државама након монтаже неправилног осветљења у школским фискултурним салама, које је резултовало високим нивоом УЉ зрачења.

### Таласне дужине УЉЗ
УЉЗ  је електромагнетно зрачење таласних дужина у распону од 100 до 400 nm и подељено је у три опсега: 
- ултраљубичасто А зрачење (УЉА) (315–400 nm),
- ултраљубичасто Б зрачење (УЉБ) (280–315 nm)
- ултраљубичасто Ц зрачење (УЉЦ) ( 100–280 nm).

Међутим, еколошки фотобиолози и дерматолози често дефинишу ову поделу као
- УЉА зрачење на 320–400 nm,
- УЉБ зрачење на 290–320 nm,
- УЉЦ зрачење на 200–290 nm.

УЉЗ је невидљиво људском оку. Краће таласне дужине УЉЗ имају више енергије, а ова већа енергија повећава потенцијал за оштећење ока.  Потенцијал биолошког оштећења на 300 nm је 600 пута већи од потенцијала биолошког оштећења на 325 nm.
Озонски омотач . ефикасно апсорбује краће таласне дужине. Сунчева светлост пролази кроз озонски омотач, а сва УЉЦ и приближно 95% УЉБ зрачења се апсорбују. Стога, дужи опсег ултраљубичастог (УЉ) зрачења које допире до Земље је 95% УЉА и приближно 5% УЉБ.
Путовање у осунчаније крајеве један је од многих фактора који може повећати изложеност УЉЗ.

## Етиологија
Повреде ока радијацијом могу бити узроковане током незаштићеног или дугог облика излагања сунцу:
- на великој надморској висини; где се поред директног јавља и индиректно излагање УВ зрачењу које се рефлектује од снега, леда

- на воденим површинама где се такође јавља индиректно излагање УВ зрачењу
- током посматрање помрачења Сунца.

Поред сунца, извори УВ зрачења укључују следеће:
- заваривачке лукове
- карбонске лукове
- соларијуме[12]
- фотографске рефлекторе
- муње
- електричне варнице
- халогене столне лампе

## Патогенеза
Снежно слепило узрокује апоптозу ћелија рожњаче директним оштећењем ћелијске мембране, оштећењем ДНК и индукцијом реактивних врста кисеоника и сензибилизацију ноцицептора и депресија активности хладног терморецептора након излагања ултравиолетном зрачењу. Резултат тога је деловања инфламаторних агенаса, вероватно посредованих променама у активности ТРПА1 и ТРПВ1 канала упоредо са инхибицијом ТРПМ8 канала. Док промене у нервној активности могу изазвати осећај нелагодности повезан са инфламацијом рожњаче изазваном ултравиолетним зрачењем.  Неки инфламаторни агенси под утицајем УЉЗ  укључују нуклеарни фактор капа-појачивач светлосног ланца активираних Б ћелија и простагландин Е2.
Ефекти УЉЗ на епител рожњаче описани су у четири категорије: 
- инхибиција митозе,  примећује са већ код малих доза  УЉЗ и у раној фази фотокератитиса.

- нуклеарна фрагментација језгре,  дешава са након дејства већих доза  УЉЗ и обухвата четири стадијума: нуклеарно отицање, агрегацију хроматинског ретикулума, пуцање нуклеарне мембране и отицање тела ћелије.[15]

- формирање вакуола

- лабављење епителног слоја.

Снежно слепило се јавља у ситуацијама када је доза ултраљубичастог зрачења у околини изузетно висока, на пример током скијања, пењања на висину или током дужег времена проведеног на плажи (поред воде). 
Професионална изложеност је такође значајан вештачки извор УЉ зрачења који изазива фотокератитис. Пример професионалне изложености је „бљесак“  за време електролучног заваривања, или неки други светлосни бљесак.

## Дијагноза
Офталмолошки преглед очију, укључује преглед свих спољашњих структура ока заједно са прегледом очног дна и прегледа прорезном лампом.
Прегледом капака и коњунктива може се открити различит едем капака и хиперемија коњунктива. 
У тешким случајевима може се видети дифузно замагљивање рожњаче.
Стандардни преглед са прорезном лампом уз претходну примену тетракаина 0,5% или пропаракаина 0,5%  обавезно треба урадити уз флуоресцеинско бојење које открива површинске тачкасте неправилности површине епитела, које обично покривају целу површину рожњаче. Ово стање се обично назива површински пунктатни кератитис (СПК). Ако је пацијентов капак делимично затворен током експозиције, добро разграничена линија раздваја нормалан од оштећеног епитела рожњаче. Захватање сочива је ретко и јавља се тек након интензивног излагања.
Остатак налаза очног прегледа обично је неупадљив, укључујући интраокуларни притисак.

## Диференцијална дијагноза

### Дијагностичка разматрања
У дијагностичка разматрања спадају:
- Синдром сувог ока - лоше сузно језеро или смањено време разбијања суза
- Блефаритис - еритем, телангиектазије и крусте на ивицама очних капака
- Траума - може настати након релативно благе трауме, као што је хронично трљање очију
- Експозицијска кератопатија - као последица лошег затварања капака са неуспехом да покрије целу очну јабучицу
- Локална токсичност лекова - неомицин, тобрамицин или капи са конзервансима, укључујући вештачке сузе
- Поремећај везан за контактна сочива - хемијска токсичност, синдром затегнутих сочива, синдром прекомерног ношења контактних сочива или џиновски папиларни коњунктивитис
- Страно тело испод горњег капка -  са финим огреботинама распоређеним вертикално
- Трихијаза и/или дистихијаза -  изазване трљањем трепавица о рожњачу
- Ентропион или ектропион
- Синдром лабавих капака - екстремно лабави капци који се врло лако одвајају од ока
- Повезана ретинопатија - ретинопатија посматрача сунца повезана са ултраљубичастим (УВ) кератитисом, нарочито код психијатријских пацијената који гледају директно у сунце

### Диференцијалне дијагнозе
- Акутни коњуктивитис (ружичасто око)
- Чир рожњаче и улцерозни кератитис
- Иритис и увеитис

## Терапија
Код сумња на ултраљубичасти (УВ) кератитис, одмах испрати очи у трајању од неколико минута водом или физиолошким раствором.
Примена краткоделујућих циклоплегичних капи (нпр циклопентолат 1%) може помоћи у ублажавању болова рефлексног цилијарног спазма.
Употреба благих масти (нпр  Лакрилуба) може помоћи у смањењу бола. При томе требало би имати у виду да масти могу ометати зарастање код тешких повреда рожњаче.
Многи практичари примењују локалне антибиотске масти или капи (нпр  еритромицин или гентамицин). Међутим, ниједан доказ не подржава ову праксу. Ако се фластер за очи користи са антибиотском масти, пацијент треба да користи антибиотске капи након што је фластер уклоњен.
Примена полупритисног завоја са добро затвореним оком је некада била стандард неге, али је данас овај метод лечења контроверзан. Иако ови завоји могу понудити добро ублажавање болова, они такође могу одложити реепителизацију. Штавише, неки пацијенти сматрају да је губитак вида и перцепције дубине (у случају крпљења на једном оку) трауматичнији од самог бола. Када се користи, облог која се носи 24 сата. Завој не би требало да замени пацијент без стручне помоћи јер прекомерни притисак може додатно оштетити око.
Симптоми УВ кератитиса варирају од екстремног бола до мање сметње, у зависности од индивидуалних фактора пацијента и тежине повреде. Нестероидни антиинфламаторни лекови (НСАИД) су разумни аналгетик првог избора. Комбинације наркотика/ацетаминофена су корисне за продорни бол.
Локални анестетик се може применити само у ЕД; честа употреба успорава зарастање епитела и може довести до стварања чира на рожњачи. 
Локални НСАИЛ нису одобрени за ову индикацију, али се користе за многа друга болна и алергијска стања ока.   Локални НСАИЛ за УВ кератитис и абразију рожњаче иако су ван препорука, они су постали уобичајена пракса на многим местима.

## Превенција
Снежно слепило се може спречити ношењем наочара за сунце или било које врсте заштите за очи која пропушта 5 до 1% видљиве светлости и апсорбује скоро све УЉЗ. Поред тога, ове наочаре треба да имају велика сочива и бочне штитнике како би се спречило случајно излагање УЉЗ. Наочаре за сунце увек треба носити, чак и када је небо облачно, јер УЉЗ продиру кроз облаке.
Инуити,  Јупици и други домородачки народи Арктика направили су наочаре за снег од материјала као што су дрво или рогови ирваса да би спречили снежно слепило. Закривљене да пристају лицу носиоца, са уметком за нос, наочаре направљене на овај начин имају уски прорез по дужини. Наочаре су чврсто причвршћене на глави уз помоћ жила од ирваса.
Водич за преживљавање Специјалне ваздухопловне службе препоручује потамњивање коже испод очију угљем (као што су то чинили стари Египћани ) како би се избего одсјај. 
Метод заштите очију од УВР су контактна сочива која блокирају УВР која могу блокирати периферну светлост коју наочаре за сунце не могу блокирати.  Идеална фотопротекција ока је да потпуно блокира УВР на предњем делу рожњаче и на суседне матичне ћелије лимба и коњуктиве од свих матичних ћелија. извори амбијенталног сунчевог УВР. Једини облик заштите ока који би могао да постигне ову сврху су контактна сочива која блокирају УВ зрачење. Према АНСИ З80.20 стандардима, постоје две различите класификације контактних сочива која блокирају УВР. Сочива класе један блокирају 90% УВА и 99% УВБ зрачења и препоручују се за окружења са великом изложеношћу као што су планине или плаже. Сочива класе два блокирају 70% УВА и 95% УВБ зрака и препоручују се за општа окружења. Контактна сочива треба користити заједно са конвенционалнијим методама за заштиту очних капака и невизуелних очних медија. Главни ризик код ношења контактних сочива је развој кератитиса, а главни појединачни фактор ризика за микробни кератитис је ношење контактних сочива.  Напори превенције да се смање компликације повезане са ношењем контактних сочива треба да се фокусирају на побољшање хигијенског понашања као што је држање воде подаље од воде. са контактних сочива, одбацивање коришћеног раствора за дезинфекцију из кутије, чишћење свежим раствором сваки дан и замена кутије за контактна сочива свака 3 месеца.